# Tars (esquelet)

Tarsians del peu marcats en morat.

El tars és la part posterior del peu situada entre els ossos de la cama i els metatarsians; comprèn set ossos, anomenats en conjunt tarsians, disposats en dues fileres, astràgal i calcani a la primera, i navicular o escafoide del tars, cuboide i els tres cuneïformes, a la segona. Comprenen una part del peu, donant així seguiment a les parts externes a ell.